# ورانتشیتسه
ورانتشیتسه (به چکی: Vrančice) یک منطقهٔ مسکونی در جمهوری چک است که در شهرستان پرژیبرام واقع شده‌است.